# Robert Best
Pour les articles homonymes, voir Best.
Sir Robert Wallace Best, né le 18 juin 1856 à Melbourne et mort le 27 mars 1946 dans cette même ville, est un homme politique australien.

## Biographie
Fils d'un fermier né en Irlande, il commence à travailler à l'âge de 13 ans pour une imprimerie. Il étudie ensuite le droit à l'université de Melbourne et est admis à travailler comme solliciteur en 1881. Il est élu conseiller municipal à Fitzroy (en) (près de Melbourne) en 1883, et en devient le maire en 1888. En 1889 il est élu député de Fitzroy à l'Assemblée législative du Victoria. De 1894 à 1899 il est le ministre des Terres et des Travaux publics du Victoria, dans le gouvernement de George Turner. À cette fonction, il mène l'introduction des politiques protectionnistes du gouvernement. Il s'intéresse aux questions de politique sociale, et visite la Nouvelle-Zélande pour y étudier les politiques mises en œuvre par le gouvernement libéral de Richard Seddon et de William Pember Reeves  en faveur des ouvriers. Sportif durant sa jeunesse, il est un temps président de l'Association de cricket du Victoria et président de l'Association de football du Victoria.
Favorable à l'unification des six colonies britanniques d'Australie en une fédération, il quitte le Parlement du Victoria en 1901 pour participer aux premières élections sénatoriales fédérales, au scrutin direct, et est élu au Sénat australien comme membre du Parti protectionniste. De juillet 1907 à novembre 1908 il est vice-président du Conseil exécutif et ministre chargé des relations avec le Sénat dans le gouvernement d'Alfred Deakin ; il mène ainsi l'adoption par le Sénat de nouvelles politiques commerciales protectionnistes. Consciencieux, soucieux des détails et de comportement agréable mais ferme, il est un ministre apprécié. En 1908 il est fait chevalier commandeur de l'ordre de Saint-Michel et Saint-Georges. Il négocie pour les protectionnistes la fusion du parti avec le Parti anti-socialiste pour former un nouveau gouvernement mené par Alfred Deakin de juin 1909 à avril 1910 ; il y est le ministre du Commerce extérieur et des Douanes.
Il perd de peu son siège de sénateur aux élections de 1910, mais entre à la Chambre des représentants grâce à une élection partielle dans la circonscription de Kooyong, dans la banlieue de Melbourne, peu après. Il est réélu jusqu'à sa courte défaite aux élections de 1922, à l'issue desquelles il quitte la vie politique.